# Troupes aéroportées de la fédération de Russie
Les Troupes aéroportées de la fédération de Russie (en russe : Воздушно-десантные войска Российской Федерации, Vozdouchno-dessantnye voïska), nom abrégé en VDV (la transcription de ВДВ) forment l'arme aéroportée des Forces armées de la fédération de Russie. Les troupes aéroportées russes constituent l'un des instruments les plus importants de l'état-major général, servant de force de réaction rapide pour les conflits locaux, soutenant des opérations spéciales ou frappant derrière les lignes ennemies dans une guerre conventionnelle.

## Histoire

### Union soviétique

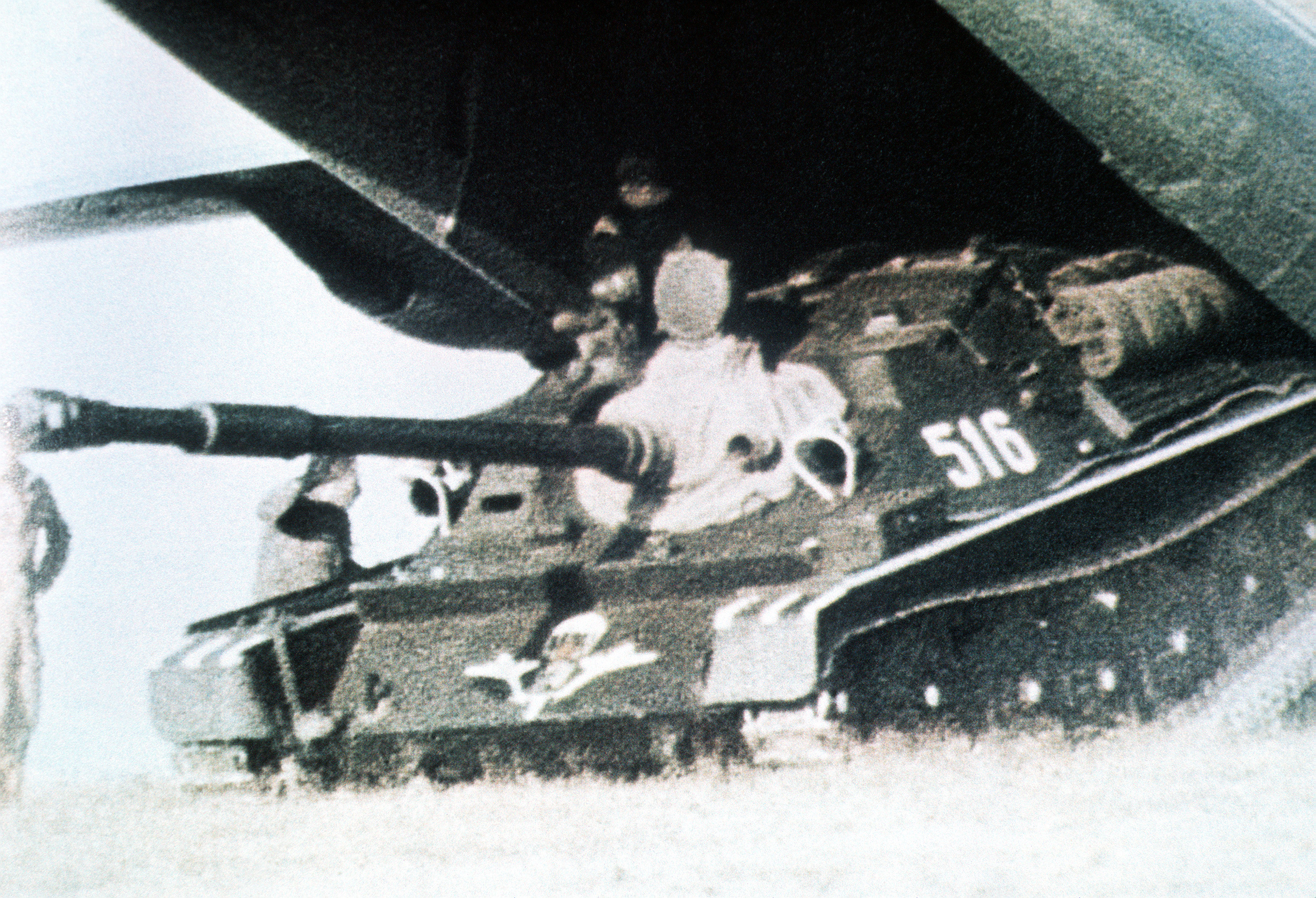
Blindé ASU-85 des VDV de l'armée soviétique dans les années 1980 débarqué depuis un Antonov 12.

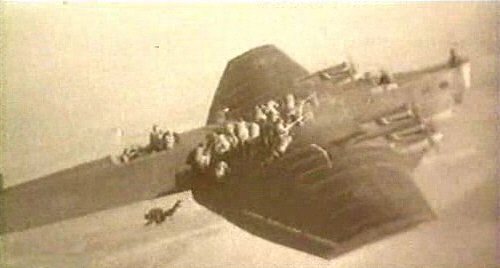
Parachutistes sur un Tupolev TB-3 dans les années 1930.

Après la Première Guerre mondiale, les États-Unis, grâce notamment à la société Irvin, disposent non seulement de parachutes de sauvetage, mais aussi de parachutes « sportifs ». Des essais sont entrepris par l'armée américaine en vue d'utiliser ce matériel à des fins opérationnelles, mais cette expérience reste sans suite.
Dès la fin des années 1920, un militaire soviétique présente le concept à son état-major qui en voit immédiatement l'intérêt. Des tours à parachutes sont rapidement mises en place, permettant une utilisation massive par la population, tant féminine que masculine. De fait, dans les années 1930, le parachutisme est devenu l'un des sports les plus populaires en URSS.
Le 2 août 1930, lors de manœuvres dans le district militaire de Moscou, 12 soldats furent parachutés depuis l'aile d'un avion. On se rendit vite compte des capacités d'utilisation de ce type d'assaut.
En parallèle, l'Armée rouge crée les premières unités parachutistes, qui profitent de ce vivier d'adeptes. Il s'agit de « Bataillon d’aviation de destination spéciale ».
L'arme aéroportée soviétique se développe alors à une vitesse fulgurante et, dès 1934, le monde entier est invité à en découvrir le résultat lors des grandes manœuvres de Kiev. En 1935, 4 000 parachutistes sont déjà formés, un chiffre qui augmente de 1 500 chaque année. Le corps des parachutistes ne fut pas épargné par les purges de 1937 et de nombreux officiers furent arrêtés ou exécutés.

#### Guerre froide
Lors de la guerre d'Afghanistan 87 hommes de la 9e compagnie de parachutistes de la 345e division aéroportée participent à une des opérations spéciales les plus connues de l'histoire soviétique et russe, l'opération Chtorm 333. L'opération, qui avait pour but d’assassiner le président afghan Hafizullah Amin et de s'emparer d'un certain nombre de bâtiments gouvernementaux, marqua le début de la guerre d'Afghanistan. Les VDV participèrent à de nombreuses opérations en Afghanistan, une de leur plus connues fut la bataille pour la colline 3234. Du 7 au 8 janvier 1988, 39 parachutistes durent défendre leurs positions contre une force de 200 à 250 moudjahidines. Les Soviétiques n'essuyèrent que 6 morts et 28 blessés, tandis que les pertes moudjahidines s'élevèrent à plus de 200 morts.
Durant les événements du putsch de Moscou en 1991, les troupes aéroportées russes ont joué un rôle important. Les troupes aéroportées russes ont été déployées pour protéger les bâtiments gouvernementaux, tels que le Kremlin et le bâtiment du Conseil des ministres, contre les putschistes. Grâce à l'intervention des VDV et d'autres unités militaires loyales à Gorbatchev, la tentative de coup d'État a finalement échoué, et Gorbatchev a été rétabli au pouvoir,.

### Russie
Les VDV interviennent pendant la guerre de Transnistrie,.
À la chute de l'Union soviétique, certains éléments de la 98e division aéroportée étaient encore stationnés en Ukraine. En 1993, un accord fut trouvé entre la Russie et l'Ukraine sur la division de l'équipement de la division. Un nombre important de parachutistes ukrainiens de souche (environ 40% des effectifs de la division) ont été transférés à l'armée ukrainienne et ont formé la 1re division aéromobile. Le reste de la formation a déménagé à Ivanovo au printemps 1993 et en avril, la division a été transférée à l'armée russe.
Les VDV ont participé à la première guerre de Tchétchénie ainsi qu'à la seconde guerre de Tchétchénie.
Lors du déclenchement de la guerre d'Ossétie du Sud en 2008, l'armée russe était dans un très mauvais état, les soldats de l'armée de terre ne disposant que de très peu de formation et le matériel vieillissant. Les VDV et les forces spéciales ont dû endosser un rôle de fusiliers motorisés et ont assuré une bonne partie des opérations au sol. L'utilisation des parachutistes dans ce rôle s'explique aussi par l'incapacité de l'armée de l'air à obtenir la supériorité aérienne et donc à rendre possible des opérations aéroportées. La 76e division d'assaut aéroportée de la Garde (Pskov) a fait partie de la première vague de renfort russe au déclenchement du conflit, ils ont eu un rôle clé notamment lors de la bataille de Tskhinvali.
Les troupes aéroportées jouent un rôle dans l'annexion de la Crimée en 2014. Le 13 mai 2014, Alexei Naumets (en), commandant de la 76e division d'assaut aéroportées de la garde, annonce que des soldats et des officiers de la division ont reçu des prix d'état et des remerciements présidentiels pour leur rôle dans cet évènement. Ils sont également présents durant la guerre du Donbass en participant aux contre-offensives des troupes séparatistes.

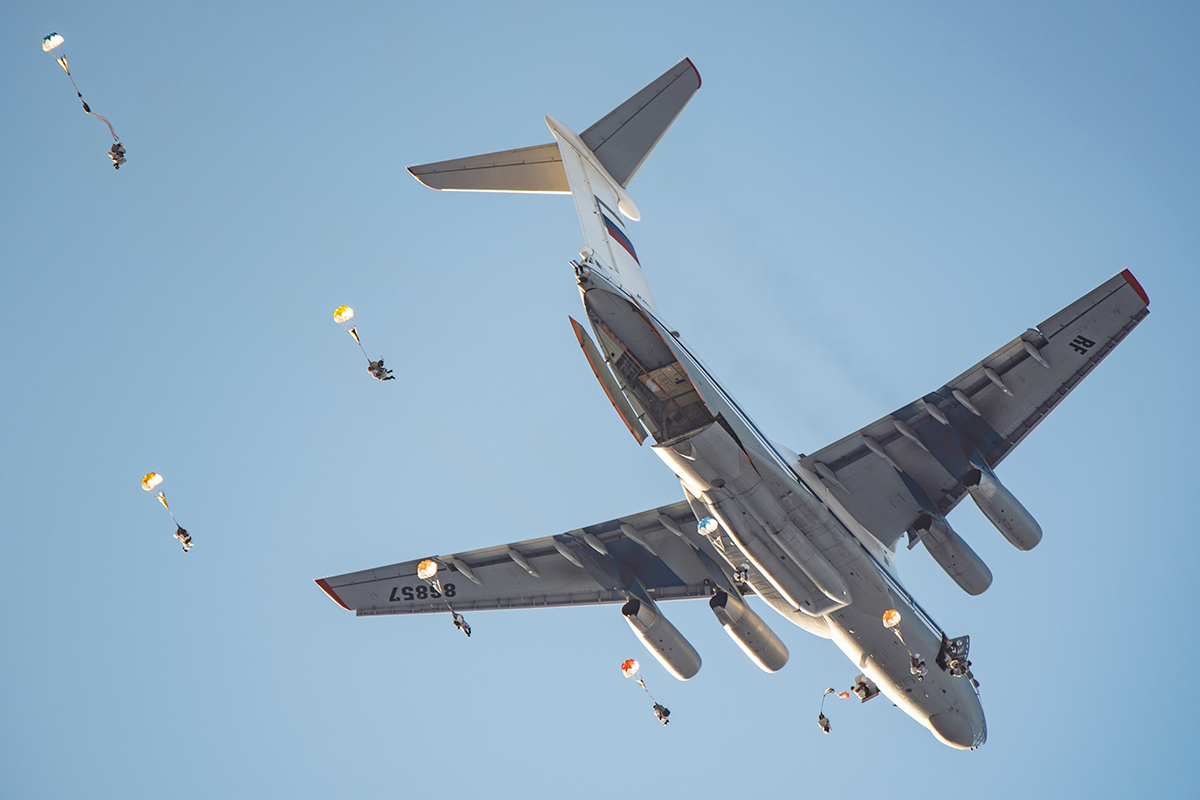

À partir de 2016, l'armée russe enclenche une grande réflexion sur le rôle des VDV. Ce mouvement est initié par le colonel général Andreï Serdioukov qui est nommé chef des troupes aéroportées en 2016. L'introduction de chars dans les unités d'assaut aérien russes représente une tendance nouvelle, sacrifiant la mobilité à la puissance de feu. Il est prévu que les VDV ajoutent trois bataillons de chars T-72B3 et B3M au total (160 en service en 2022). Les chars ont été introduits par intermittence dans les VDV tout au long de la période soviétique, comme ils l'ont été dans l'infanterie navale. De nouveaux véhicules ont été ajoutés comme le Typhoon-VDV, un véhicule 4x4 disposant d'une coque en V et qui peut être parachuté a été introduit en 2020. D'autres véhicules doivent être modernisés comme le BMD-4M ou le BTR-MDM.
Les forces russes, y compris les troupes aéroportées, ont été impliquées dans la guerre civile syrienne depuis septembre 2015, principalement pour fournir un appui aérien rapproché et une assistance technique et logistique aux forces de Bachar el-Assad. Elles ont également été chargées de mener des opérations de reconnaissance et de renseignement pour aider les forces syriennes à identifier les positions ennemies. La 76e division d'assaut aéroportée de la Garde (Pskov) a été la première à être déployée en Syrie (certains éléments dès 2012) aux côtés d'unités de marine et d'éléments du GRU principalement à Damas et Alep pour organiser l'acheminement d'aide militaire et l'évacuation de civils russes du pays.
Il n'y a pas eu de rapport confirmé de l'implication des troupes aéroportées russes dans l'offensive d'Al-Tanaf. Toutefois, il est possible que la 31e brigade d'assaut aérien de la garde ait fourni un soutien indirect à l'offensive menée par les forces gouvernementales syriennes, qui ont tenté de reprendre le contrôle de la zone d'Al-Tanaf en 2017.
En avril 2020, des militaires des forces aéroportées russes ont effectué le premier parachutage HALO au monde depuis la frontière inférieure de la stratosphère arctique. Le groupe de commando russe a utilisé un "système de parachute à usage spécial de nouvelle génération", un équipement à oxygène testé par l'armée, des appareils de navigation, un équipement spécial et des uniformes. Il s'agissait du premier parachutage à haute altitude sous les latitudes arctiques à plus de 10 km de hauteur de l'histoire de l'aviation russe. Les équipages des avions Il-76 ont atterri sur l'aérodrome le plus au nord du pays sur l'île de François Joseph.

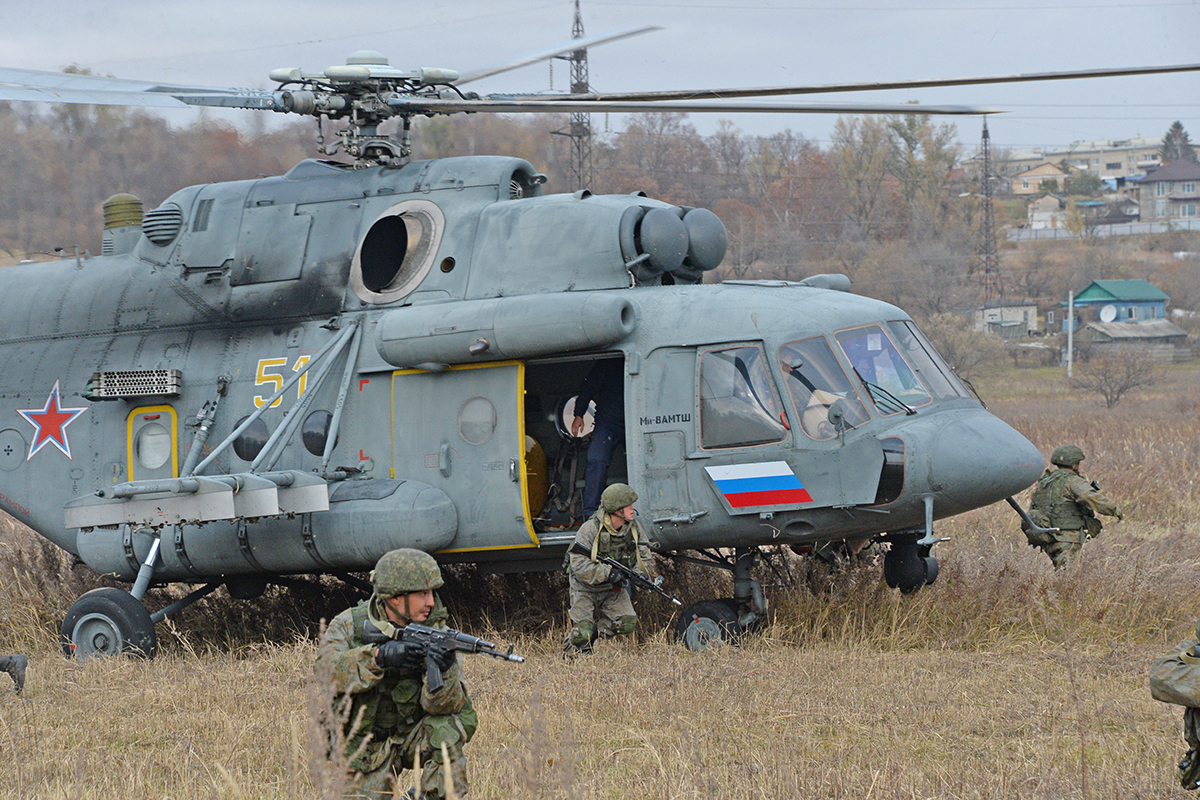
VDV en entraînement.

Les VDV interviennent lors de la révolte de 2022 au Kazakhstan à la demande du président Tokaïev qui a fait appel aux membres de l'OTSC pour gérer la révolte. 3000 parachutistes atterrissent le 6 janvier 2022 dans la capitale kazakhe aux côtés de troupes biélorusses et arméniennes. Le ministère russe de la Défense avait indiqué que plus de 70 avions avaient été nécessaires pour le transport et l'approvisionnement des troupes russes. Une partie des parachutistes ont assuré la protection de l'aéroport principal d'Almaty après avoir aidé les troupes kazakhes à le reprendre aux manifestants. Le 7 janvier 2022, Andreï Serdioukov est nommé commandant des forces de maintien de la paix de l'OTSC au Kazakhstan. Le 11 janvier le président kazakh annonce la fin des manifestations et le début du retrait des troupes de l'OTSC.

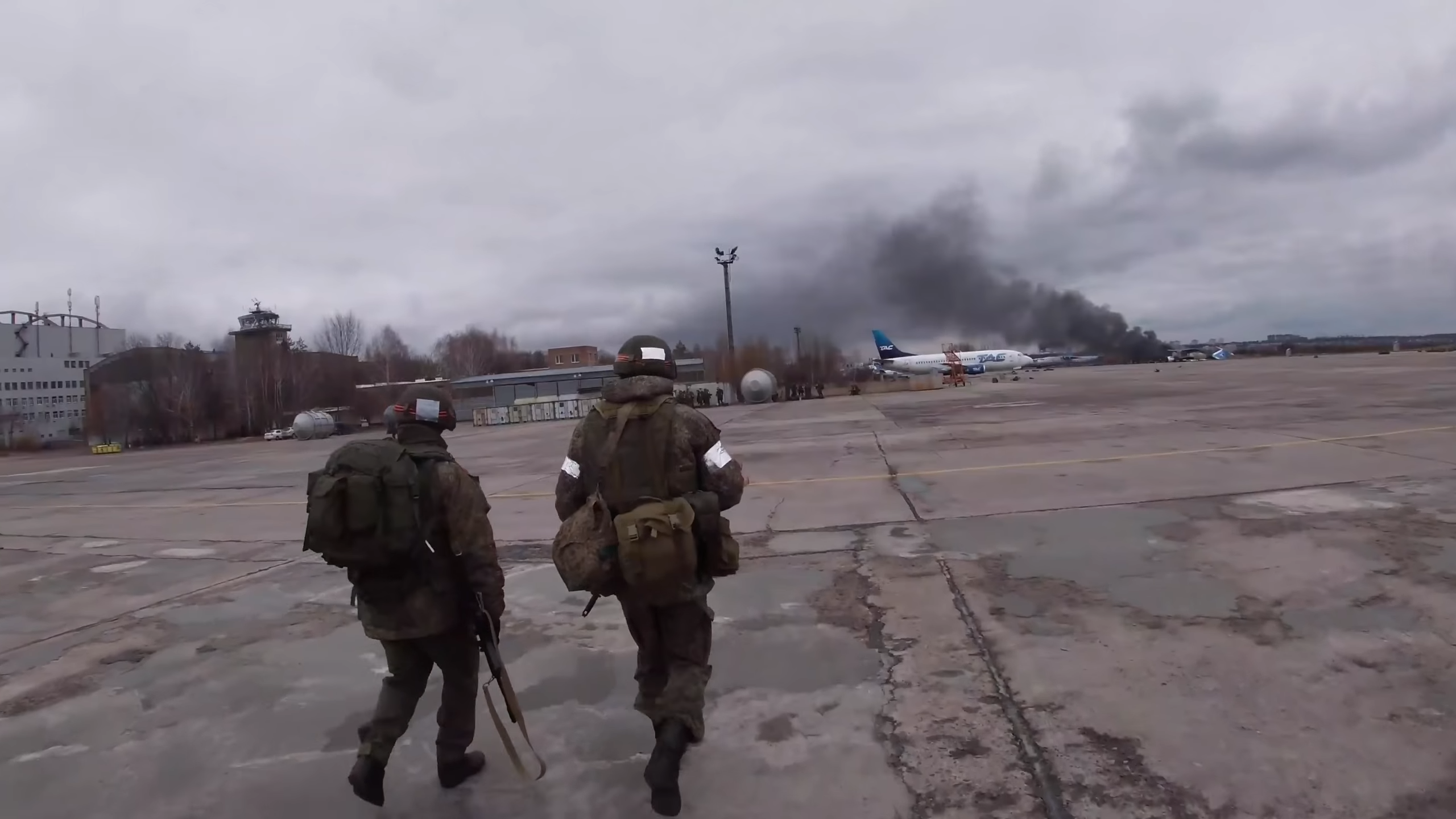
VDV pendant la bataille d'Hostomel.

#### Ukraine
En février 2022, les VDV font partie de la première vague d'invasion de l'Ukraine. Un de leurs objectifs est la prise de l'aéroport d'Hostomel situé à quelques kilomètres de la capitale Kiev. Une première vague d'environ 30 hélicoptères Mi-8 et Ka-52 dépose des soldats russes, une deuxième vague de peut-être 200 hélicoptères (selon la Russie) dépose un deuxième contingent et du matériel lourd. Après un succès initial, les parachutistes sont repoussés par la contre attaque ukrainienne et enregistrent de lourdes pertes. Ils reprennent l'aéroport par la suite avec l'aide de l'armée de terre russe qui a eu le temps de les rejoindre par voie terrestre, avant de s'en retirer définitivement le 29 mars. Serdioukov est remplacé le 16 juin 2022 par le colonel général Mikhaïl Teplinski.
Les troupes aéroportées participeront par la suite à de nombreuses batailles dont les plus connus sont la bataille de Bakhmout, la contre offensive Ukrainienne de 2023, la bataille d'Avdiïvka, ainsi que les combats dans l'oblast de Koursk,,.

## Organisation
Elles regroupent en 2007 environ 48 000 hommes organisés en quatre divisions et une brigade commandée par le colonel-général Alexandre Kolmakov. En 2014, on annonce que les effectifs seront portés en 2019 à 72 000 hommes. En 2025, les VDV compte ~35 000 hommes.
Divisions :
- 7e division d'assaut aéroporté de la Garde (de montagne), unité n° 61756, casernée à Novorossiïsk (dépendant directement du district militaire sud) : 1 bataillon de char, 3 régiments d'assaut aéroporté, 1 régiment d'artillerie, une unité NBC[35].
- 76e division d'assaut aéroporté de la Garde Tchernigovskaïa (« de Tchernigov », titre honorifique pour la reprise de cette ville en septembre 1943), no 07264, à Pskov (du district militaire ouest) ;  1 bataillon de char, 3 régiments d'assaut aéroporté, 1 régiment d'artillerie, 1 régiment anti-aérien[35].
- 98e division aéroportée de la Garde, no 65451, à Ivanovo (du district militaire ouest) :  2 régiments parachutiste, 1 régiment d'infanterie, 1 régiment d'artillerie, 1 régiment anti-aérien[35].
- 104e division aéroportée de la Garde :  2 régiments parachutiste,
- 106e division aéroportée de la Garde Toulskaïa (« de Toula », pour la défense de la ville en décembre 1941), no 55599, à Toula (du district militaire ouest) :  1 bataillon de char, 2 régiments parachutiste, 1 régiment d'infanterie, 1 régiment d'artillerie, 1 régiment anti-aérien[35].

Brigades :
- 11e brigade d'assaut aéroporté de la Garde, no 32364, à Oulan-Oudé (du district militaire est) ;
- 31e brigade d'assaut aéroporté de la Garde, no 73612, à Oulianovsk (du district militaire central) ;
- 83e brigade d'assaut aéroporté de la Garde, no 71289, à Oussouriïsk (du district militaire est).

## Commandants
- Evgueni Podkolzine (1992–1996)

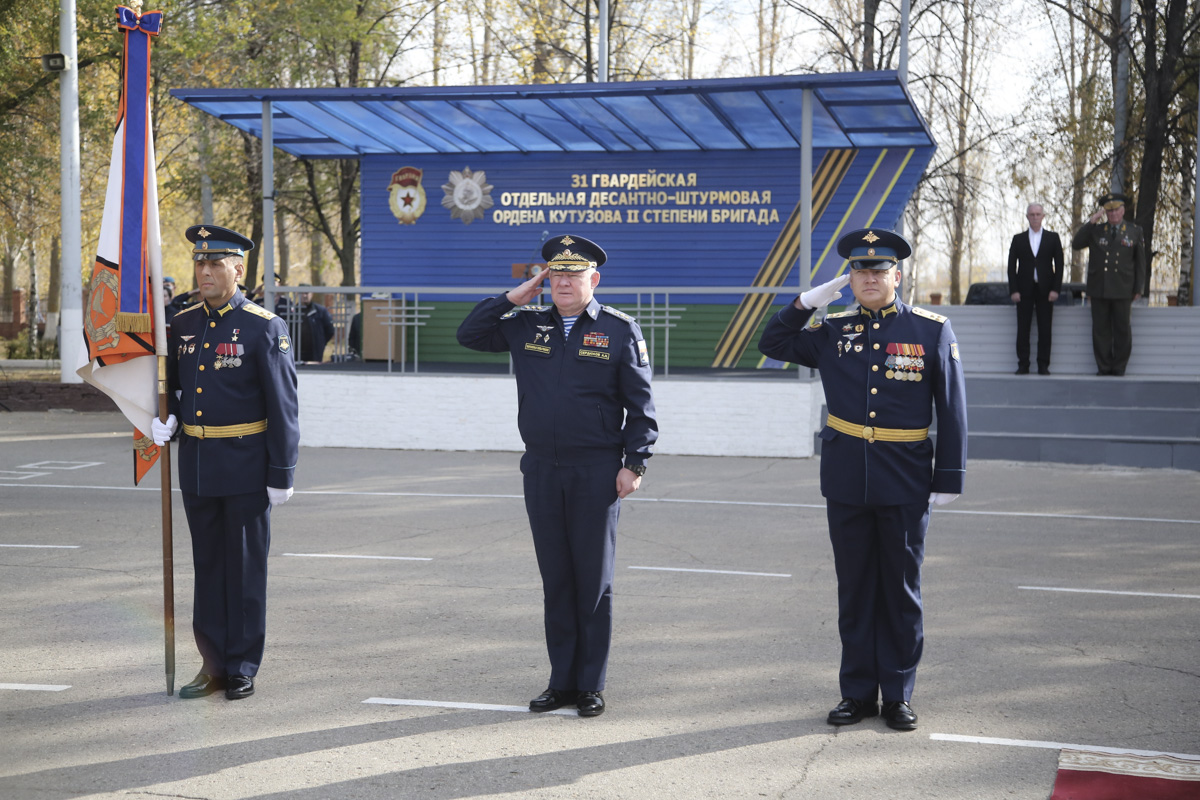
Le commandant Serdyukov, en 2020 lors de la prise de fonction de Vladimir Seliviorstov comme commandant de la 31e brigade d'assaut aéroporté de la Garde.

- Georgy Chpak (en) (4 décembre 1996 - septembre 2003)
- Alexandre Kolmakov (8 septembre 2003 - 19 novembre 2007)
- Valeriy Yevtoukhovitch (19 novembre 2007 - 6 mai 2009)
- Nikolai Ignatov (6-24 mai 2009)
- Vladimir Chamanov (26 mai 2009 - 4 octobre 2016)
- Andreï Serdioukov (4 octobre 2016 - 16 juin 2022)
- Mikhaïl Teplinski (16 juin 2022 - présent)

## Matériels
Ces unités disposent d'environ 2 400 véhicules blindés et 320 pièces d'artillerie.

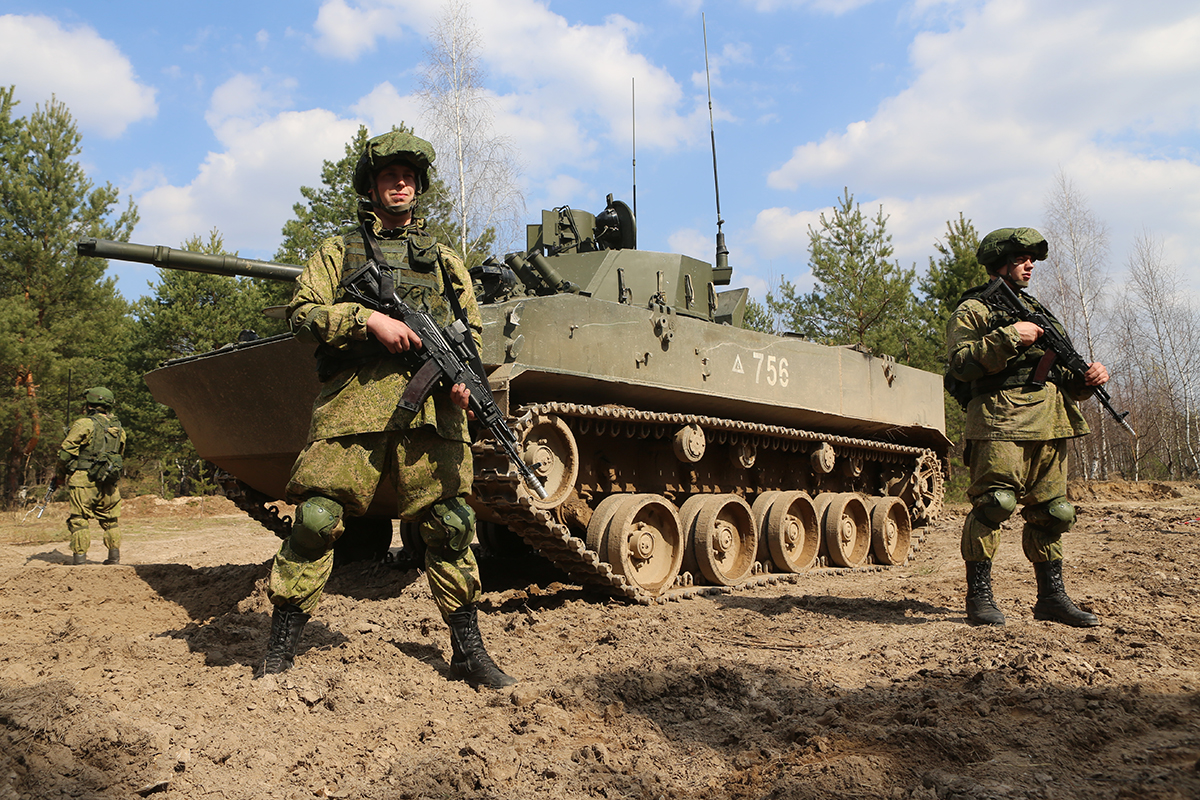
Le premier exercice du régiment de parachutistes de la Garde avec l'utilisation massive des derniers véhicules de combat BMD-4M et BTR-MDM.

En 2014, il est prévu qu'à la fin des années 2010, de nouveaux équipements soient fournis, tels que le véhicule de combat d'infanterie BMD-4 (plus de 1 500 annoncés en août 2014 pour 2025), le transporteur de troupes BTR-D3 (2 500 BTR-MD/BTR-D3 d'ici 2025), le canon de 125 mm 2S25, également monté sur un chasseur de char 2S25 Sprut-SD et le camion KamAZ-43501. Ainsi que la modernisation du matériel déjà existant, à savoir :

### Équipements lourds
en service
Sauf indication contraire, les chiffres sont de février 2025.
| Type                                              | Modèle            | En service        | En réserve            | Remarques                              |
| Véhicules blindés                                 | Véhicules blindés | Véhicules blindés | Véhicules blindés     | Véhicules blindés                      |
| ------------------------------------------------- | ----------------- | ----------------- | --------------------- | -------------------------------------- |
| Char de combat principal                          | T-72B3 ; T-72B3M  | 50                |                       |                                        |
| Char de combat principal                          | T-90M             | 30                |                       |                                        |
| Véhicule de combat d'infanterie                   | BTR-82AM          | 120               |                       |                                        |
| Véhicule de combat d'infanterie                   | BMP-2             | 50                |                       |                                        |
| Véhicule blindé de transport de troupes aéroporté | BTR-D             | 150               |                       |                                        |
| Véhicule blindé de transport de troupes aéroporté | BTR-MDM           | 150               |                       |                                        |
| Chasseur de chars aéroporté                       | 2S25 Sprout-SD    | 36+               |                       |                                        |
| Véhicule blindé de combat antichar                | BTR-RD            | 100               |                       | Utilise e9M113 "Konkours ou le Fagot   |
| Véhicule militaire blindé aéroporté               | Typhoon-VDV       | Nombre inconnu    |                       | 4x4 ; coque en V                       |
| Véhicule de combat d'infanterie aéroporté         | BMD-2             | 650               |                       |                                        |
| Véhicule de combat d'infanterie aéroporté         | BMD-4M            | 200               |                       |                                        |
| Véhicule de combat d'infanterie aéroporté         | BMD-1             |                   | 150                   |                                        |
| Véhicule de combat d'infanterie aéroporté         | BMD-3             |                   | plusieurs exemplaires | Retiré du service au profils du BMD-4  |
| Véhicule de mobilité d'infanterie (en)            | GAZ Tigr          | Nombre inconnu    |                       |                                        |
| Véhicule de mobilité d'infanterie (en)            | UAMZ Toros        | Nombre inconnu    |                       |                                        |
| Artillerie                                        |                   |                   |                       |                                        |
| Canon automoteur                                  | 2S1 Gvozdika      | 16                |                       | 122mm                                  |
| Canon automoteur                                  | 2S5 Giatsint-S    | 18                |                       | 152mm                                  |
| Mortier automoteur                                | 2S9 Nona-S        | 230               | 250                   | 120 mm                                 |
| Mortier automoteur                                | 2S9 NONA-SM       | 30                |                       | 120 mm                                 |
| Mortier automoteur                                | 2S31 Vena         | Nombre inconnu    |                       | 120 mm                                 |
| Lance roquette multiple                           | BM-21 Grad-V      | 36                |                       | 122 mm                                 |
| Lance roquette multiple                           | BM-27 Uragan      | Nombre inconnue   |                       | 220mm                                  |
| Lance roquette multiple thermobarique             | TOS-1             | 3                 |                       | 220 mm, depuis 2022                    |
| Canon tracté                                      | D-30              | 100               |                       | 122 mm                                 |
| Canon tracté                                      | 2A36 Giatsint-B   | Nombre inconnue   |                       | 152mm                                  |
| Mortier                                           | 2B14 Podnos       | 150               |                       | 82 mm                                  |
| Mortier                                           | 2B23 NONA-M1      | 50+               |                       | 120 mm                                 |
| Défense antiaérienne                              |                   |                   |                       |                                        |
| Système antiaérien mobile courte portée           | Strela-10MN       | 30                |                       |                                        |
| Canon antiaérien automoteur et MANPADS aéroporté  | BTR-ZD            | 150               |                       | ZU-23-2                                |
| MANPADS                                           | 9K38 Igla         | Nombre inconnu    |                       | 9K38 Igla, 9K310 Igla-1, 9K338 Igla-S, |
| MANPADS                                           | 9K333 Verba       | Nombre inconnu    |                       |                                        |
| MANPADS                                           | 9K34 Strela-3     | Nombre inconnue   |                       |                                        |
| Autre                                             |                   |                   |                       |                                        |
| Drone                                             | Granat-4          | Nombre inconnue   |                       |                                        |
| Véhicule de dépannage                             | BREM-D            | Nombre inconnue   |                       | basé sur un chassie de BTR-D           |
| Véhicule de dépannage                             | BREhM-D           | Nombre inconnue   |                       | basé sur un chassie de BTR-MD          |

retirés du service
- ASU-57
- ASU-85
- BMD-1
- BMD-3
- D-44 (canon de 85mm)
- BM-14

### Armement personnel
- fusil d'assaut AKS-74
- fusil d'assaut AK-12
- Fusil mitrailleur RPK-74
- Fusil mitrailleur PKP Petcheneg
- fusil de précision SVD
- lance-grenades à pompe GM-94
- lance-grenades automatique AGS-17
- missile antichar 9K111 Fagot
- missile antichar 9K113 Konkurs
- missile antichar 9K115-1 Metis-M et 9K115 Metis
- missile antichar 9K135 Kornet
- canon sans recul SPG-9